# 越中舟橋站
越中舟橋站（日语：／ Etchū-funahashi eki */?）是隸屬於富山地方鐵道的鐵路車站，車站編號為T07，座落於全日本最小面積的市町村自治體—富山縣中新川郡舟橋村內，不但是村的中心車站，也是整條村的中心區域。2000年入選第2回中部車站百選。過去曾經於平日早上設有1來回區間班次以本站為終點站，現時已改回以上市站為起訖站。

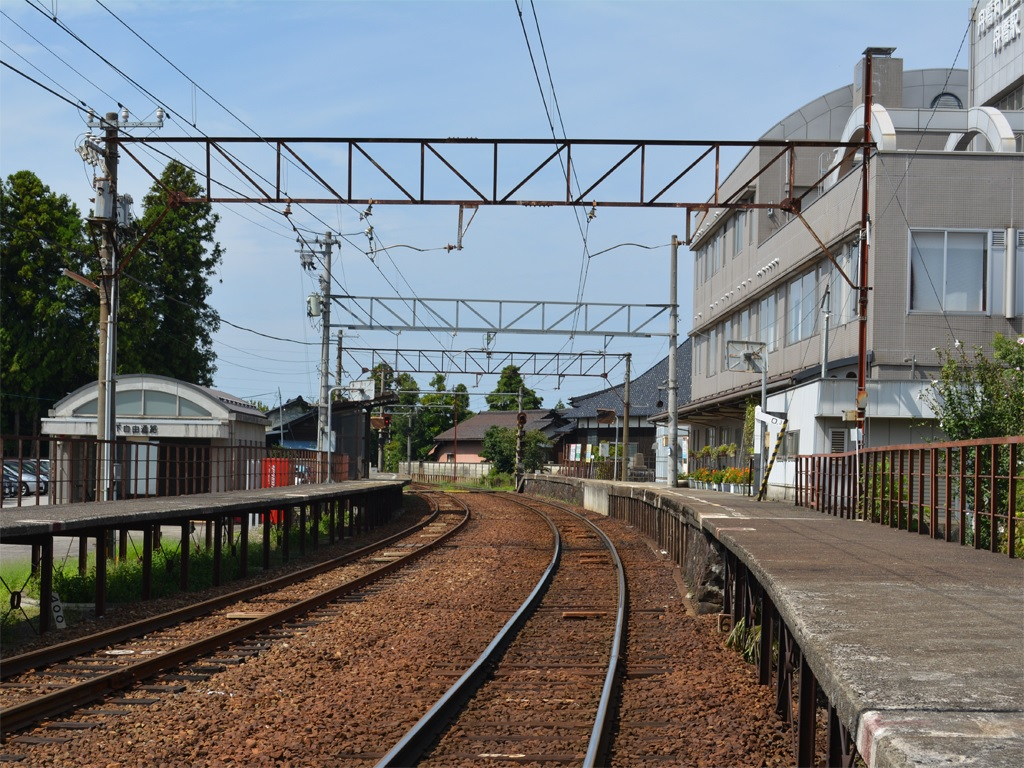
月台（2018年9月）

## 車站結構

### 站房
本站為三層高的水泥的建築物，為1998年完工的第二代站房，由舟橋村與富山電鐵共同重建而成，是一座結合為多功能用途的站房。車站部份位於地下左側的後方，可通過中央公共空間後左轉到達正門入口，或從旁邊節側門進入候車室。從正門入口起，左側為候車大堂，設有自動售票機及座椅；右側為站務室、服務櫃位及設有對應IC卡感應器的閘口。
站房其餘大部份面積都在同年被撥用作舟橋村立圖書館，部份2樓樓層則作為「立山舟橋商工會舟橋支所」的會址，至於左側前端則為小商店，現時由一間食肆所經營。第1代站房為木製單層建築，共使用了65年，於1997年拆卸。

### 月台配置
設有側式月台2座，有效長度為4輛。靠近站舍的側式月台為主線，稱為1號月台；遠離站舍副線，稱為2號月台。月台編號只會出現在站房內的告示，包括站內指示圖，發車時間表等，而在月台上，則沒有豎立任何相關的編號指示。
月台之間以末端向富山方向的平交道連接，其中因大部份列車都停靠1號月台，故設有無障礙斜道，而靠近站舍部份則裝有上蓋及候車座椅；至於2號月台，多用作避車或交換列車時才使用，但在月台中央也建有1個細小的候車亭。又因只設有梯級進出月台，輪椅使用者或殘疾人士並不能使用。
| 月台         | 路線          | 方向 | 目的地                                       | 備註                   |
| ------------ | ------------- | ---- | -------------------------------------------- | ---------------------- |
| 靠近站舍 (1) | ■本線 ■立山線 | 上行 | 電鐵富山方向                                 | 主發月台、列車通過線道 |
| 靠近站舍 (1) | ■本線         | 下行 | 上市、中滑川、電鐵黑部、舌山、宇奈月溫泉方向 | 主發月台、列車通過線道 |
| 靠近站舍 (1) | ■立山線       | 下行 | 岩峅寺、立山方向                             | 主發月台、列車通過線道 |
| 遠離站舍 (2) | ■本線 ■立山線 | 上行 | 電鐵富山方向                                 | 只限避線時使用         |
| 遠離站舍 (2) | ■本線         | 下行 | 上市、中滑川、電鐵黑部、舌山、宇奈月溫泉方向 | 只限避線時使用         |
| 遠離站舍 (2) | ■立山線       | 下行 | 岩峅寺、立山方向                             | 只限避線時使用         |

## 歷史
- 1931年8月15日：開業。
- 1996年：第1代站舍拆卸
- 1998年3月31日：新站舍開始使用，翌日附設的圖書館亦開始使用[5]。
- 2008年7月3日：與車站共構的舟橋村立圖書館發生日本髭羚闖入的騷動事件。[6]。
- 2019年3月16日：增設車站編號[7]。

## 相鄰車站
富山地方鐵道
■本線、■立山線
特急「宇奈月」、「立山」、快速急行
通過
快速、普通
越中三鄉（T06）－越中舟橋（T07）－寺田（T08）

## 外部連結
- 富山地方鐵道越中舟橋站公式網頁。 （页面存档备份，存于）（日語）